# Marina Wally
Marina Wally, artiestennaam van Marina Van De Walle, (Assenede, 25 juni 1957) is een Vlaams zangeres. Ze werd bekend als het enige kind van zanger Eddy Wally.

## Biografie

### Jeugd
Marina Wally debuteerde op 7-jarige leeftijd als zangeresje op tv bij Tante Terry. Als kind trad ze geregeld samen met haar vader op, meestal in zijn zaak "Paris-Las Vegas" in hun woonplaats Ertvelde. Ze volgde ook dansles. Vanwege Wally's drukke leven werd Marina meestal na schooltijd opgevangen door haar tante en oom.

### Muzikale carrière
Marina Wally nam nadien ook zelf singles op. Sommige in duet met haar vader, andere solo. Haar eigen carrière is nooit echt succesvol geweest en ze dankt haar mediabekendheid dan ook vooral aan haar verwantschap met haar vader, met wie ze ook als volwassene vaak samen optrad.
In 2021 kwam er weer een nieuwe single uit getiteld "WERELD".

### Privé
In 1984 kreeg ze een dochter en in 2016 een kleindochter.

## Discografie
- Oh La La La (1974)
- Michel
- Later als ik eens ga trouwen (1980)
- Oh mon amour (1985)
- Kom met me mee naar Mallorca
- Merci chérie, merci
- Je laat me huilen/Samen kunnen wij zoveel (met Eddy Wally, 1989)
- Mijn souvenir (cd, 2004)
- Het Beste van Marina Wally (cd, 2008)
- Neem mij nog eenmaal in je armen (cd, 2014)
- Latino Medley (cd, 2016)
- Diep in m'n hart (cd, 2019)
- Wereld (singel, 2021)